# В'єтмінь
В'єтмінь (скорочено від в'єт. Việt Nam Ðộc Lập Ðồng Minh Hội — «Ліга боротьби за незалежність В'єтнаму») — організація, створена Хо Ші Міном для боротьби за незалежність В'єтнаму від Франції і Японії.
Під час Другої світової війни боролася як з японськими окупантами В'єтнаму, так і з французькою колоніальною адміністрацією. У цей період отримував допомогу від США і від гоміньданівського уряду Китаю. Коли в серпні 1945 р. Японія капітулювала, ця підтримка була припинена.
2 вересня 1945 керівництвом руху було проголошено створення Демократичної Республіки В'єтнам.

## Історія
Лігу утворено у травні 1941 року під час з'їзду національно-визвольних організацій.

### Друга світова війна
Початок Другої світової війни та ослаблення французького управління в 1940 надали великі можливості Хо Ші Міну та його партії для того, щоб розпочати визвольний рух проти колоніальної адміністрації. На початку листопада 1939 у провінції Гіа Дінь Нгуєн Ван Ку закликав до негайного формування армії з метою витіснення французької адміністрації та захисту при необхідності території В'єтнаму від зазіхань з боку японців. Через декілька місяців загони самооборони були створені в сімнадцяти південних провінціях. На початку 1940 партія Хо Ші Міна направила до Бакшону Чан Данг Ніня, де він разом з місцевими партійними працівниками сформував партизанський загін, до складу якого увійшло 200 бійців та який був у центрі повстання в регіоні. Але ця одиниця згодом була знищена французькими військовими силами в ході повстання. Заколот у Бакшоні став однією з визначних подій в історії формування Народної армії В'єтнаму.
У другій половині 1940, після фактичної капітуляції Франції перед японськими військами, повстанці увійшли до Лангшону, після чого частина французького гарнізону зробила спробу втекти до Китаю, відступ гарнізону прискорювався добре організованим силами жителів гір. Деякі з них були бійцями Комуністичної партії, в тому числі легендарний Чан Данг Нінь. В ході цієї акції частина французьких військ стала на бік партизан у боротьбі проти японців, що наступали. Такий розвиток подій налякав японське та французьке командування у Ханої, внаслідок чого їхня співпраця, направлена проти партизан, була швидко налагоджена. Партизанські сили зазнали поразки, але разом з тим біля Бакшону вони розпочали запеклу боротьбу проти обох окупаційних режимів.
7 листопада 1940 у селищі Дінь Банг (Dinh Bang), що у провінції Бакнінь, було скликано VII пленум Комуністичної партії (за відсутності Хо Ші Міна), на якому було вирішено створити збройні сили (dau tranh) до порядку денного Індокитайської революції.
28 лютого 1941 до регіону повернувся Хо Ші Мін з планами створення збройних сил та ведення боротьби. Ці плани були представлені на VIII пленумі в Гуансі в травні 1941, на якому було вирішено вести збройну боротьбу єдиним фронтом. Цей фронт отримав назву Viet Nam Doc Lap Dong Minh Hoi — Ліга за незалежність В'єтнаму, або В'єтмінь.
Під час Другої світової війни В'єтмінь діяв зі своїх баз в Китаї, користуючись підтримкою союзників, партизан (велика кількість яких були жителі гірських місцевостей), останніх він організовував у групи, готував до військових дій та відправляв до В'єтнаму, де вони переслідували японців, займалися шпигунством на користь союзників та усіляко їм допомагали.
В той час як В'єтмінь брав активну участь у військовій діяльності, партія приступила до формування окремих військових організацій. Сформовані Зіапом партизанські угруповання проводили експериментальні рейди та інші військові операції, чинили набіги на сусідні села, де організовували засідки. Вони накопичували досвід, вивчаючи шляхи підвищення революційної свідомості селян. Зіап став дуже добрим фахівцем у сфері отримання доступу до джерел противника. Він та його кадри усвідомили також важливість реклами та створення відповідного іміджу партизан. Також вони дізналися, як краще працювати з місцевими мешканцями, не будучи відданими їм. З середини 1942 до середини 1944 вони створили теоретичну базу для нового виду війни, яку проводили революційні сили.
У 1944 партією була оголошена основна концепція, центральне місце в якій відводилося збройним угрупованням пропаганди. Перше з трьох таких угруповань було сформоване восени в долині Каобанг, до його складу увійшли тридцять чотири людини на чолі з Зіапом. Вони були озброєні двома револьверами, 31 гвинтівкою, з яких 14 складали кремінні рушниці, виготовлені ще під час Російсько-японської війни. Це відбулося 22 грудня 1944, сьогодні ця дата відзначається як день народження В'єтміня.
24-25 грудня 1944 перший взвод збройних сил пропаганди напав на два укріплені французькі блокпости. Двоє французьких лейтенантів було вбито, а два в'єтнамські гарнізони здалися без втрат, натомість серед нападників жертв не було. Цей напад було вчинено для введення збройних формувань пропаганди до В'єтнаму.
16 серпня 1945, одразу після капітуляції Японії, генерал Зіап повів нові збройні сили у перший бій на тайське місто Нгуєн на шляху до Ханоя. Під час маршу на столицю до нової армії, що діяла від імені «Національного комітету Повстання», приєдналися сільські ополченці з прилеглих районів. Японський гарнізон разом з громадянськими гвардіями відступили, дозволивши Зіапові увійти до Ханою.
2 вересня 1945 у Ханої Хо Ші Мін офіційно проголосив незалежність В'єтнаму (декларація про незалежність була підписана також Зіапом) та створення Демократичної Республіки В'єтнам (ДРВ). Після цього визвольна армія В'єтнаму була перейменована в армію національної оборони держави.

### Женевська конференція
Весною 1954 у Женеві було скликано нараду для обговорення умов закінчення війни в Індокитаї (1946—1954), у якій взяли участь представники Франції, Великої Британії, США, СРСР, Китаю, Камбоджі, а також уряд Бао Дая, підтримуваний французами, та уряд В'єтміня на чолі з Хо Ші Міном. На нараді було прийнято угоду, що передбачала тимчасовий поділ В'єтнаму по 17-й паралелі на Північний та Південний В'єтнам та встановлення демілітаризованої зони між ними; заборону на нарощування озброєнь в обох частинах країни; створення міжнародної контрольної комісії у складі представників Індії, Польщі та Канади; проведення 20 липня 1956 всезагальних виборів до парламенту єдиного В'єтнаму. США та уряд Бао Дая відмовилися підписувати угоду, при цьому останній заявив, що західні держави зрадили його інтереси, разом з тим уряд В'єтміня під тиском Китаю та СРСР пішов на дуже великі поступки, прийнявши Женевські угоди, враховуючи його військову перемогу. В'єтнамські націоналістичні та комуністичні сили розгорнули повстанський рух у сільських районах Південного В'єтнаму. Політичне керівництво здійснювалося з Північного В'єтнаму, а практично повстанців очолювали колишні члени В'єтміня, що залишилися у Південному В'єтнамі та перейшли на нелегальне становище. У грудні 1960 Північний В'єтнам оголосив про створення Національного фронту визволення Південного В'єтнаму, відомого також як В'єтконг — коаліцію, очолювану комуністами, куди входили різні релігійні, націоналістичні та соціальні угруповання.

## Тактика і стратегія
Во Нгуєн Зіап, будучи натхненником військових зусиль В'єтміня, заклав принципи дії, засновані на маоїстській доктрині. Він зумів створити власні принципи ведення бойових дій, розділивши боротьбу на три етапи:
1. Створення потужних військових баз, недоступних для ворога, на яких має проводитися навчання солдатів, та політичної сили серед навколишніх сіл. Це також давало військовим бази постачання та штаб-квартири, а також місце, куди можна відступити у скрутні хвилини;
2. Період активної діяльності партизанів та політичних кампаній: партизани мали здійснювати локальні напади на тил противника, змушуючи його розсіювати сили та провокуючи різке падіння бойового духу противника. Це повинно було змусити ворога чинити репресії під впливом паніки, внаслідок чого рух набував політичної сили, та зменшити контроль противника над країною, що також мало привести до зростання підтримки В'єтміня населенням, а у випадку, коли противник чинить великий тиск на партизанів, вони мали уникати прямого контакту з ним, і воювати тільки тоді, коли на їх боці явна перевага;
3. Період, коли ворог слабшає, а населення підтримує В'єтмінь — в цей час бійці Зіапа мали перейти до відкритого бою з противником. Кожна перемога приносила партизанам політичний капітал, в той час як поразки дозволяли взяти невелику перевагу їхньому ворогові. На цьому етапі противник мав покинути територію В'єтнаму.

Виходячи з цього, можна стверджувати, що політичні та військові цілі В'єтміня були одним і тим самим. У фазі партизанської боротьби по селах переміщувалися політичні агенти В'єтміня, здійснюючи процес навчання та виховання населення. Для французької влади насправді було важко точно знати: якщо підконтрольні території спокійні, то вони насправді втихомирені або ж просто реорганізовуються для майбутніх кампаній.